# Bobilevka
Bobilevka (en rus: Бобылевка) és un poble de l'óblast de Saràtov, a Rússia, segons el cens del 2010 tenia 543 habitants. Pertany al districte municipal de Romànovka.